# 长叶并头草
长叶并头草（学名：Scutellaria linarioides），为唇形科黄芩属下的一个植物种。